# 是勳剛
是勳剛（1935年11月12日—1996年12月14日），男，祖籍江蘇武進，生于上海，中国流體力學家。主要研究領域是湍流與渦旋運動理論分析和數值計算。

## 生平
1953年，是勳剛畢業於上海市上海中學。并以全國高考第一名的成績，考入北京大學數學力學系。畢業時因四年成績全優而獲得北京大學頒發的級別最高的銀質奬章一枚。
1957年毕业于北京大學數學力學系流體力學專業并留校任教，任周培源的科研助手。
1960年8月，北京大學附屬中學建校，是勳剛被調去附中支援，成為附中最早的數學老師，兼數學組組長。1961年8月，周培源向校黨委正式寫了報告，從北大附中調回是勳剛。
1982年被派到德國亞琛理工學院空氣動力研究所做訪問學者。在渦旋破裂的研究上，取得了國際領先的成果，并獲得工學博士學位，同時被授予德國亚琛工业大学最高榮譽Borchers奬章，成果被在端士召開的第二届國際渦旋運動討論會選為將邀報告。
1984年被批准為北京大學特批教授、博士生導師。

## 奖项和荣誉
是勳剛主編的《湍流》是反映近代湍流新進展的重要著作，獲教育部優秀專著奬。